# Ralph Baruch
Rudolph Maximilian "Ralph" Baruch (5 de agosto de 1923 - 3 de março de 2016) foi um executivo estadunidense. Ele trabalhou para a rede CBS e serviu como o primeiro presidente e diretor executivo da Viacom.